# Wilhelm Schätzler
Wilhelm Schätzler (ur. w 1929 w Weiden, zm. 9 lipca 2018 w Ratyzbonie) – niemiecki duchowny katolicki, ksiądz prałat, sekretarz generalny Konferencji Episkopatu Niemiec w latach 1983–1996.

## Życiorys
Studiował teologię, filozofię i teatrologię w Monachium. Święcenia kapłańskie przyjął w 1957. Następnie w latach 1969–1976  był duszpasterzem w kościelnym ośrodku filmowym w Kolonii. Od 1976 był dyrektorem biura prasowego Konferencji Biskupów Niemieckich, zaś w latach 1983–1996 piastował funkcję sekretarza generalnego Konferencji Episkopatu Niemiec. Następnie przez 13 lat ks. Schätzler był dziekanem kapituły Matki Bożej przy Starej Kaplicy w Ratyzbonie.